# David McCleave
David Edward „Dave” McCleave (ur. 24 grudnia 1911 w Lambeth w Londynie, zm. 19 maja 1988 w Chichesterze) – angielski bokser, mistrz Europy.
Uczestniczył w Igrzyskach Olimpijskich w Los Angeles w 1932 roku, gdzie wywalczył 4. miejsce w kategorii półśredniej, w barwach Wielkiej Brytanii.
Startując w Mistrzostwach Europy w Budapeszcie w 1934 roku zdobył złoty medal w tej samej kategorii. Podobnie zwyciężył w kategorii półśredniej na igrzyskach Imperium Brytyjskiego w 1934 w Londynie.
W latach 1934–1945 walczył na ringu zawodowym, stoczył 75 walk, z czego 51 wygrał, 1 zremisował i 23 przegrał.